# The Pretty Things (album)
Pour le groupe, voir The Pretty Things.
Albums de The Pretty Things
Get the Picture?
(1965)
The Pretty Things est le premier album du groupe du même nom, sorti en 1965. Il se compose en grande partie de reprises de titres de Bo Diddley ou Chuck Berry, avec seulement trois titres originaux.
Fidèles à leur réputation, les Pretty Things jouent tellement fort lors de la première séance d'enregistrement que le producteur Jack Baverstock jette l'éponge. Il est remplacé par le batteur Bobby Graham.
L'album atteint la sixième place du classement britannique des meilleures ventes.

## Titres
The Pretty Things est sorti en deux versions : une au Royaume-Uni et une aux États-Unis (toutes deux éditées par Fontana Records). La version américaine modifie l'ordre des titres, en ajoute plusieurs tirés des singles du groupe (Rosalyn, Don't Bring Me Down) et en retire d'autres.
| Version britannique Face 1 Roadrunner ( Diddley ) – 3:12 Judgement Day ( Morrison ) – 2:46 13 Chester Street (Pretty Things) – 2:22 Big City ( Duncan , Klein ) – 2:01 Unknown Blues (Pretty Things) – 3:48 Mama, Keep Your Big Mouth Shut (Diddley) – 3:04 Face 2 Honey I Need (Button, Smithling, Taylor ) – 1:59 Oh Baby Doll ( Berry ) – 3:01 She's Fine, She's Mine (Diddley) – 4:24 Don't Lie to Me (Berry) – 3:53 The Moon Is Rising ( Reed ) – 2:33 Pretty Thing (Diddley) – 1:38 | Version américaine Face 1 Honey I Need (Button, Smithling, Taylor) – 1:58 Rosalyn (Duncan, Farley) – 2:20 13 Chester Street (Pretty Things) – 2:20 Unknown Blues (Pretty Things) – 3:00 I Can Never Say (Pretty Things) – 2:35 The Moon Is Rising (Reed) – 2:30 Face 2 Don't Bring Me Down (Dee) – 2:09 Roadrunner (Diddley) – 3:13 We'll Be Together (May, Stax, Taylor) – 2:09 Judgement Day (Morrison) – 2:45 Big City (Duncan, Klein) – 2:30 Pretty Thing (Diddley) – 1:39 |

### Réédition CD
L'album a été réédité en CD chez Snapper en 2000, puis chez Repertoire en 2002. Les deux rééditions reprennent la composition de l'album original britannique et y ajoutent six titres bonus, essentiellement tirés des premiers singles du groupe.
1. Roadrunner (Diddley) – 3:12
2. Judgement Day (Morrison) – 2:47
3. 13 Chester Street (Pretty Things) – 2:22
4. Big City (Duncan, Klein) – 2:02
5. Unknown Blues (Pretty Things) – 3:48
6. Mama, Keep Your Big Mouth Shut (Diddley) – 3:04
7. Honey I Need (Button, Smithling, Taylor) – 2:00
8. Oh Baby Doll (Berry) – 3:02
9. She's Fine, She's Mine (Diddley) – 4:24
10. Don't Lie to Me (Berry) – 3:53
11. The Moon Is Rising (Reed) – 2:33
12. Pretty Thing (Diddley) – 1:38
13. Rosalyn (Duncan, Farley) – 2:21
14. Big Boss Man (Dixon, Smith) – 2:39
15. Don't Bring Me Down (Dee) – 2:10
16. We'll Be Together (May, Stax, Taylor) – 2:11
17. I Can Never Say (Pretty Things) – 2:36
18. Get Yourself Home (Pretty Things) – 2:17

## Musiciens
- Skip Alan : batterie, chant
- Phil May : chant, basse, guitare
- Brian Pendleton : guitare
- Viv Prince : batterie
- John Stax : basse, guitare
- Dick Taylor : basse, guitare, chant